# Xã Farmington, Quận Day, South Dakota
Xã Farmington (tiếng Anh: Farmington Township) là một xã thuộc quận Day, tiểu bang Nam Dakota, Hoa Kỳ. Năm 2010, dân số của xã này là 33 người.